# Yuan Herong
Yuan Herong (xinès simplificat: 袁合荣, pinyin: Yuán Héróng; Qingdao, 1989) és una metgessa, culturista i cosplayer xinesa.
Té formació en medicina tradicional xinesa i treballa a una clínica, i comença a entrenar l'any 2016. Com a instagramer, fa cosplay de personatges de videojoc com Chun Li, d'Street Fighter, o Mai Shiranui de The King of Fighters. El 2020 es feu popular a les xarxes socials per continuar fent exercicis tot i estar embarassada de 25 setmanes.